# Phylloscopus sarasinorum
El mosquitero de Célebes (Phylloscopus sarasinorum) es una especie de ave paseriforme de la familia Phylloscopidae endémica de la isla de Célebes.

## Distribución
Solo habita en la isla de Sulawesi, Indonesia.